# Liste der Gebietsänderungen in Sachsen-Anhalt 1991
Die Liste der Gebietsänderungen in Sachsen-Anhalt 1991 enthält Änderungen an Gemeindegebieten des Landes Sachsen-Anhalt in der Zeit vom 1. Januar 1991 bis zum 31. Dezember 1991. Dazu zählen unter anderem Zusammenschlüsse und Trennungen von Gemeinden, Eingliederungen von Gemeinden in eine andere, Änderungen des Gemeindenamens und Umgliederungen von Teilen einer Gemeinde in eine andere.

In der Liste befindet sich auch die Namensänderung einer Gemeinde aus dem Jahr 1990.

## Legende
- Datum: juristisches Wirkungsdatum der Gebietsänderung
- Gemeinde vor der Änderung: Gemeinde vor der Gebietsänderung
- Gebietsänderung: Art der Gebietsänderung
- Gemeinde nach der Änderung: Gemeinde nach der Gebietsänderung
- Landkreis: Landkreis der Gemeinde nach der Gebietsänderung

Die Sortierung erfolgt chronologisch: Datum, kreisfreie Städte, Landkreise, aufnehmende oder neu gebildete Gemeinde. Heute noch bestehende Gemeinden sind farbig unterlegt.

## Liste
| Datum      | Gemeinde vor der Änderung | Maßnahme       | Gemeinde nach der Änderung | Landkreis    |
| ---------- | ------------------------- | -------------- | -------------------------- | ------------ |
| 14.10.1990 | Ströbeck                  | Namensänderung | Schachdorf Ströbeck        | Halberstadt  |
| 01.01.1991 | Kleinheringen             | Eingliederung  | Bad Kösen                  | Naumburg     |
| 01.01.1991 | Abbendorf Waddekath       | Eingliederung  | Diesdorf                   | Salzwedel    |
| 01.01.1991 | Holzhausen                | Eingliederung  | Lagendorf                  | Salzwedel    |
| 01.01.1991 | Arneburg OT Beelitz       | Neubildung     | Beelitz                    | Stendal      |
| 02.05.1991 | Wedringen                 | Eingliederung  | Haldensleben               | Haldensleben |
| 01.06.1991 | Löbnitz                   | Namensänderung | Löbnitz an der Linde       | Köthen       |
| 01.07.1991 | Neidschütz                | Eingliederung  | Naumburg (Saale)           | Naumburg     |
| 02.07.1991 | Ribbenstedt               | Namensänderung | Siestedt                   | Haldensleben |
| 01.10.1991 | Wettaburg                 | Eingliederung  | Naumburg (Saale)           | Naumburg     |